# Wereldkampioenschappen kunstschaatsen 1950

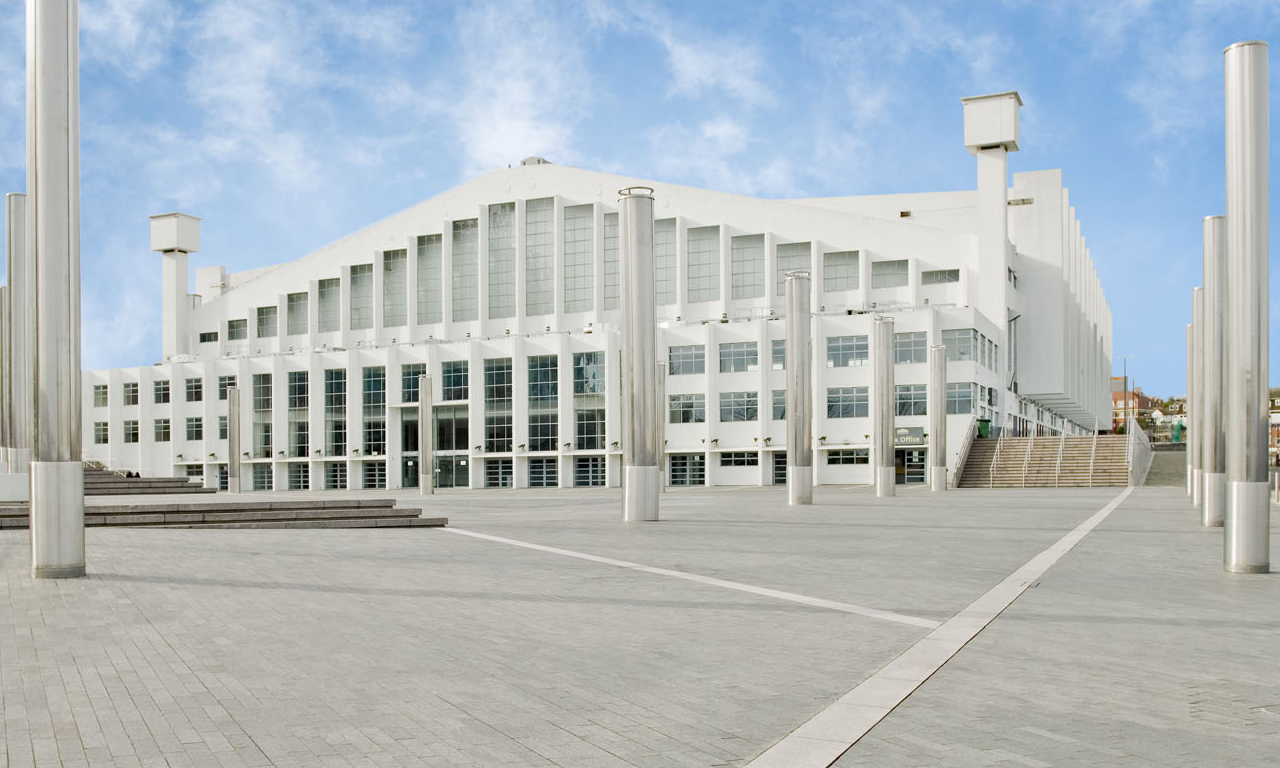
De Wembley Arena

De Wereldkampioenschappen kunstschaatsen 1950 werden gevormd door drie toernooien die door de Internationale Schaatsunie werden georganiseerd.
Voor de mannen was het de 41 editie, voor de vrouwen de 31 editie en voor de paren de 29e editie. De kampioenschappen vonden plaats van 6 tot en met 8 maart in de Wembley Arena te Londen, Verenigd Koninkrijk. Londen was voor de zesde maal gaststad, de kampioenschappen van 1898, 1902 en 1929 (mannen), in 1928 (vrouwen en paren) en in 1937 (vrouwen) vonden hier ook plaats. Het Verenigd Koninkrijk was voor de achtste keer gastland, in 1912 en 1924 vonden de kampioenschappen voor mannen en paren in Manchester plaats. De mannen streden voor de vijfde keer om de wereldtitel in Londen, de vrouwen voor de derde keer en de paren voor de tweede keer.

## Deelname
Er namen deelnemers uit elf landen deel aan deze kampioenschappen. Zij vulden 35 startplaatsen in.
Uit België namen de schaatsparen Suzanne Gheldolf / Jacques Rénard en Liliane De Becker / Edmond Verbustel deel.
(Tussen haakjes het totaal aantal startplaatsen in de drie toernooien.)
| Verenigde Staten (9) Verenigd Koninkrijk (8) Canada (4) Tsjecho-Slowakije (3) | België (2) Frankrijk (2) Hongarije (2) Oostenrijk (2) | Australië (1) Denemarken (1) Zwitserland (1) |

## Medailleverdeling
Bij de mannen prolongeerde Richard Button de wereldtitel, het was de derde titel oprij. Het was zijn vierde medaille, in 1947 won hij brons. Net als in 1949 veroverde Ede Király de zilveren medaille, het was zijn derde medaille. In 1948 werd hij derde. Hayes Alan Jenkins eindigde als derde, het was de eerste bronzen medaille voor de Verenigde Staten bij de mannen.
Bij de vrouwen stonden dezelfde drie vrouwen als in 1949 op het erepodium. Alena Vrzáňová prolongeerde de wereldtitel. De nummers twee en drie wisselden dit jaar van plaats. Jeannette Altwegg veroverde zilver en Yvonne Sherman brons. Voor alle drie de vrouwen was het hun tweede medaille.
Bij de paren stonden drie broer-zus paren op het erepodium. Karol en Peter Kennedy veroverden als dertiende paar de wereldtitel. Het was de eerste wereldtitel voor de Verenigde Staten bij de paren, voor hen had alleen Richard Button (1948, 1949 en ook dit jaar) bij de mannen een wereldtitel in het kunstschaatsen veroverd. Voor broer en zus Kennedy was het hun derde medaille, in 1947 en 1949 werden ze beide keren tweede. Voor zowel Jennifer en John Nicks die de zilveren medaille wonnen als Marianne en László Nagy die de bronzen medaille wonnen was het hun eerste medaille.
| Discipline | Goud                          | Zilver                      | Brons                       |
| ---------- | ----------------------------- | --------------------------- | --------------------------- |
| Mannen     | Richard Button                | Ede Király                  | Hayes Alan Jenkins          |
| Vrouwen    | Alena Vrzáňová                | Jeannette Altwegg           | Yvonne Sherman              |
| Paren      | Karol Kennedy / Peter Kennedy | Jennifer Nicks / John Nicks | Marianne Nagy / László Nagy |

## Uitslagen
| #      | naam (deelname)        | land                                  | pc |
| ------ | ---------------------- | ------------------------------------- | -- |
| Goud   | Richard Button (4)     | Vlag van Verenigde Staten (1912-1959) | 7  |
| Zilver | Ede Király (3)         | Vlag van Hongarije (1949-1956)        | 14 |
| Brons  | Hayes Alan Jenkins (2) | Vlag van Verenigde Staten (1912-1959) | 25 |
| 4      | Helmut Seibt (3)       | Vlag van Oostenrijk                   | 29 |
| 5      | Austin Holt (2)        | Vlag van Verenigde Staten (1912-1959) | 34 |
| 6      | Michael Carrington     | Vlag van Verenigd Koninkrijk          | 38 |
| 7      | Reginald Park          | Vlag van Australië                    | 51 |
| 8      | Roger Wickson          | Vlag van Canada 1921-1957             | 55 |
| 9      | Per Cock-Clausen (6)   | Vlag van Denemarken                   | 62 |

| #      | naam (deelname)        | land                                  | pc |
| ------ | ---------------------- | ------------------------------------- | -- |
| Goud   | Alena Vrzáňová (4)     | Vlag van Tsjecho-Slowakije            | 12 |
| Zilver | Jeannette Altwegg (4)  | Vlag van Verenigd Koninkrijk          | 18 |
| Brons  | Yvonne Sherman (3)     | Vlag van Verenigde Staten (1912-1959) | 23 |
| 4      | Suzanne Morrow (2)     | Vlag van Canada 1921-1957             | 24 |
| 5      | Sonya Klopfer          | Vlag van Verenigde Staten (1912-1959) | 37 |
| 6      | Jacqueline du Bief (3) | Vlag van Frankrijk                    | 36 |
| 7      | Virginia Baxter (2)    | Vlag van Verenigde Staten (1912-1959) | 54 |
| 8      | Jiřina Nekolová (4)    | Vlag van Tsjecho-Slowakije            | 62 |
| 9      | Marlene Smith          | Vlag van Canada 1921-1957             | 64 |
| 10     | Barbara Wyatt (3)      | Vlag van Verenigd Koninkrijk          | 69 |
| 11     | Andra McLaughlin (2)   | Vlag van Verenigde Staten (1912-1959) | 74 |
| 12     | Dagmar Lerchova (3)    | Vlag van Tsjecho-Slowakije            | 83 |
| 13     | Valda Osborn (2)       | Vlag van Verenigd Koninkrijk          | 85 |
| 14     | Beryl Bailey (2)       | Vlag van Verenigd Koninkrijk          | 94 |

| Er deden twaalf paren uit acht landen mee, waaronder vijf debuterende paren. Hiervan nam de Belg Edmond Verbustel in 1947 deel met Suzanne Diskeuve. \| # \| naam (deelname) \| land \| pc \| \| ------ \| --------------------------------------- \| ------------------------------------- \| ---- \| \| Goud \| Karol Kennedy (4) Peter Kennedy (4) \| Vlag van Verenigde Staten (1912-1959) \| 15 \| \| Zilver \| Jennifer Nicks (3) John Nicks (3) \| Vlag van Verenigd Koninkrijk \| 28.5 \| \| Brons \| Marianne Nagy (3) László Nagy (3) \| Vlag van Hongarije (1949-1956) \| 32 \| \| 4 \| Elianne Steinemann (3) André Calame (3) \| Vlag van Zwitserland \| 44.5 \| \| 5 \| Suzanne Gheldolf (2) Jacques Rénard (2) \| Vlag van België \| 48.5 \| \| 6 \| Elli Staerck (2) Harry Gareis (2) \| Vlag van Oostenrijk \| 61 \| \| 7 \| Marlene Smith Donald Gilchrist \| Vlag van Canada 1921-1957 \| 63 \| \| 8 \| Joan Waterhouse Gordon Holloway \| Vlag van Verenigd Koninkrijk \| 62 \| \| 9 \| Liliane De Becker Edmond Verbustel (2) \| Vlag van België \| 64 \| \| 10 \| Irene Maguire Walter Muehlbronner \| Vlag van Verenigde Staten (1912-1959) \| 82 \| \| 11 \| Sybil Cooke Robert Hudson \| Vlag van Verenigd Koninkrijk \| 93.5 \| \| 12 \| Denise Favart (4) Jacques Favart (4) \| Vlag van Frankrijk \| 108 \| |                                         |                                       |      |
| # | naam (deelname)                         | land                                  | pc   |
| Goud | Karol Kennedy (4) Peter Kennedy (4)     | Vlag van Verenigde Staten (1912-1959) | 15   |
| Zilver | Jennifer Nicks (3) John Nicks (3)       | Vlag van Verenigd Koninkrijk          | 28.5 |
| Brons | Marianne Nagy (3) László Nagy (3)       | Vlag van Hongarije (1949-1956)        | 32   |
| 4 | Elianne Steinemann (3) André Calame (3) | Vlag van Zwitserland                  | 44.5 |
| 5 | Suzanne Gheldolf (2) Jacques Rénard (2) | Vlag van België                       | 48.5 |
| 6 | Elli Staerck (2) Harry Gareis (2)       | Vlag van Oostenrijk                   | 61   |
| 7 | Marlene Smith Donald Gilchrist          | Vlag van Canada 1921-1957             | 63   |
| 8 | Joan Waterhouse Gordon Holloway         | Vlag van Verenigd Koninkrijk          | 62   |
| 9 | Liliane De Becker Edmond Verbustel (2)  | Vlag van België                       | 64   |
| 10 | Irene Maguire Walter Muehlbronner       | Vlag van Verenigde Staten (1912-1959) | 82   |
| 11 | Sybil Cooke Robert Hudson               | Vlag van Verenigd Koninkrijk          | 93.5 |
| 12 | Denise Favart (4) Jacques Favart (4)    | Vlag van Frankrijk                    | 108  |

Medaillewinnaars

Mannen · 
Vrouwen ·
Paren · 
IJsdansen

 Toernooi

1896 · 
1897 · 
1898 · 
1899 · 
1900 · 
1901 · 
1902 · 
1903 · 
1904 · 
1905 · 
1906 · 
1907 · 
1908 · 
1909 · 
1910 · 
1911 · 
1912 · 
1913 · 
1914 · 
1915-1921 · 
1922 · 
1923 · 
1924 · 
1925 · 
1926 · 
1927 · 
1928 · 
1929 · 
1930 · 
1931 · 
1932 · 
1933 · 
1934 · 
1935 · 
1936 · 
1937 · 
1938 · 
1939 ·
1940-1946 · 
1947 · 
1948 · 
1949 · 
1950 · 
1951 · 
1952 · 
1953 · 
1954 · 
1955 · 
1956 · 
1957 · 
1958 · 
1959 · 
1960 · 
1961 · 
1962 · 
1963 · 
1964 · 
1965 · 
1966 · 
1967 · 
1968 · 
1969 · 
1970 · 
1971 · 
1972 · 
1973 · 
1974 · 
1975 · 
1976 · 
1977 · 
1978 · 
1979 · 
1980 · 
1981 · 
1982 · 
1983 · 
1984 · 
1985 · 
1986 · 
1987 · 
1988 · 
1989 · 
1990 · 
1991 · 
1992 · 
1993 · 
1994 · 
1995 ·
1996 · 
1997 · 
1998 · 
1999 · 
2000 · 
2001 · 
2002 · 
2003 · 
2004 · 
2005 · 
2006 ·
2007 ·
2008 ·
2009 ·
2010 ·
2011 ·
2012 ·
2013 ·
2014 ·
2015 ·
2016 ·
2017 ·
2018 ·
2019 · 
2020 · 
2021 ·
2022 ·
2023 ·
2024

 ISU-kampioenschappen

WK kunstschaatsen junioren ·
EK kunstschaatsen ·
Viercontinentenkampioenschap ·
Olympische Spelen